# Lac Deroussel
Pour les articles homonymes, voir Deroussel.
Le Lac Deroussel est un plan d'eau douce du versant de la rivière Rupert, traversé par la rivière De Maurès, dans Eeyou Istchee Baie-James (municipalité), dans la région administrative du Nord-du-Québec, dans la province de Québec, au Canada.
Ce plan d'eau fait partie de la Réserve faunique des Lacs-Albanel-Mistassini-et-Waconichi. La foresterie constitue la principale activité économique du secteur ; les activités récréotouristiques en second. Les zones environnantes sont propices à la chasse et à la pêche.
Le bassin versant du lac Deroussel est desservi par quelques routes forestières pour la foresterie et les activités récréotouristiques.
La surface du Lac Deroussel est habituellement gelée de la fin octobre au début mai, toutefois la circulation sécuritaire sur la glace se fait généralement de la mi-novembre à la fin d'avril.

## Géographie
Les principaux bassins versants voisins du lac Deroussel sont :
- côté nord : rivière Natastan, rivière Rupert ;
- côté est : lac Mistassini, lac Albanel ;
- côté sud : rivière De Maurès, lac Savignac, lac De Maurès, lac Saint-Urcisse ;
- côté ouest : lac Larabel, lac Mesière, lac De L'Épervanche, lac Troilus, lac Testard (rivière Broadback), lac Avranches.

Situé à l'ouest du lac Mistassini, le Lac Deroussel comporte une superficie de 7,6 km2. Ce lac comporte une longueur de 5,1 km, une largeur maximale de 2,7 km et une altitude de 374 m.
Le Lac Deroussel comporte 49 d'îles, de nombreuses baies et presqu'îles. Les principales caractéristiques de ce lac sont (sens horaire à partir de l'embouchure située au nord-est) :
- la décharge (venant du nord-est) d'un lac non identifié ;
- des zones de marais sur la rive est du lac ;
- une île barrant la décharge (venant du sud-ouest) des eaux de la rivière De Maurès ;
- une presqu'île s'avançant sur 1,0 km vers le nord, soit vers le centre du lac, formant la rive Ouest de la décharge de la rivière De Maurès ;
- une baie s'étirant sur 1,3 km vers du sud-Ouest. Note : cette baie reçoit du côté Ouest les eaux d'un ruisseau drainant en amont quelques lacs non identifiés ;
- une presqu'île en coude s'étirant sur 1,7 km d'abord vers le Sud, puis vers du nord-est. Le plan d'eau à l'intérieur du coude épouse la forme d'une hache ;
- une baie au sud-ouest s'étirant sur 1,8 km vers le nord-ouest. Note : Cette baie est barrée au sud par la presqu'île précédente. Cette baie reçoit les eaux d'une décharge de 11 lacs en amont ;
- une presqu'île en forme de T rattachée à la rive nord , s'étirant sur 1,8 km vers le sud-est. Cette presqu'île barre la partie nord du lac de la partie principale.

L'embouchure du Lac Deroussel est localisée au fond d'une baie au nord-est du lac dans le cours de la rivière De Maurès, soit à :
- 8,3 km à l'ouest d'une baie du lac Mistassini ;
- 3,1 km au sud-ouest de l'embouchure de la rivière De Maurès (confluence avec un plan d'eau traversé par la rivière Natastan) ;
- 25,3 km au sud-ouest de l'embouchure du lac Mistassini (confluence avec la rivière Rupert ;
- 141,7 km au sud-est de l'embouchure du lac Mesgouez (lequel est traversé par la rivière Rupert) ;
- 57,5 km au nord du centre du village de Mistissini (municipalité de village cri) ;
- 109 km au nord du centre-ville de Chibougamau ;
- 333 km au nord-est de la confluence de la rivière Rupert et de la baie de Rupert[1].

À partir de l'embouchure du lac Deroussel, la décharge coule sur 4,1 km vers le nord jusqu'à un plan d'eau intégré à la rivière Natastan. Le courant de cette dernière contourne par le sudde l'île du Sud-Est, pour rejoindre le lac La Bardelière, puis emprunte vers l'ouest le cours de la rivière Rupert jusqu'à la Baie James.

## Toponymie
Le toponyme « lac Deroussel » évoque le souvenir d'un dénommé Deroussel, citoyen de Québec, tué au printemps 1754 en compagnie de l'officier Jumonville. Le capitaine Pécaudy de Contrecœur, commandant du fort Duquesne, avait chargé l'enseigne Joseph Coulon de Villiers de Jumonville d'exiger du colonel George Washington, futur héros de l'indépendance américaine, le retrait de ses troupes de la vallée de l'Ohio, alors en territoire revendiqué par les Français. Le soir du 28 mai 1754, Jumonville et son escorte de 30 hommes établissent leur campement de nuit au creux d'un vallon. Le lendemain matin, Jumonville, Deroussel et le tiers de la troupe périssent lorsqu'ils se retrouvent encerclés par des Anglais et des Amérindiens ; un seul homme parvient à s'échapper, les autres sont faits prisonniers.
Le toponyme "lac De Deroussel" a été officialisé le 5 décembre 1968 par la Commission de toponymie du Québec, soit à la création de la commission.